# Culoarul Comăna

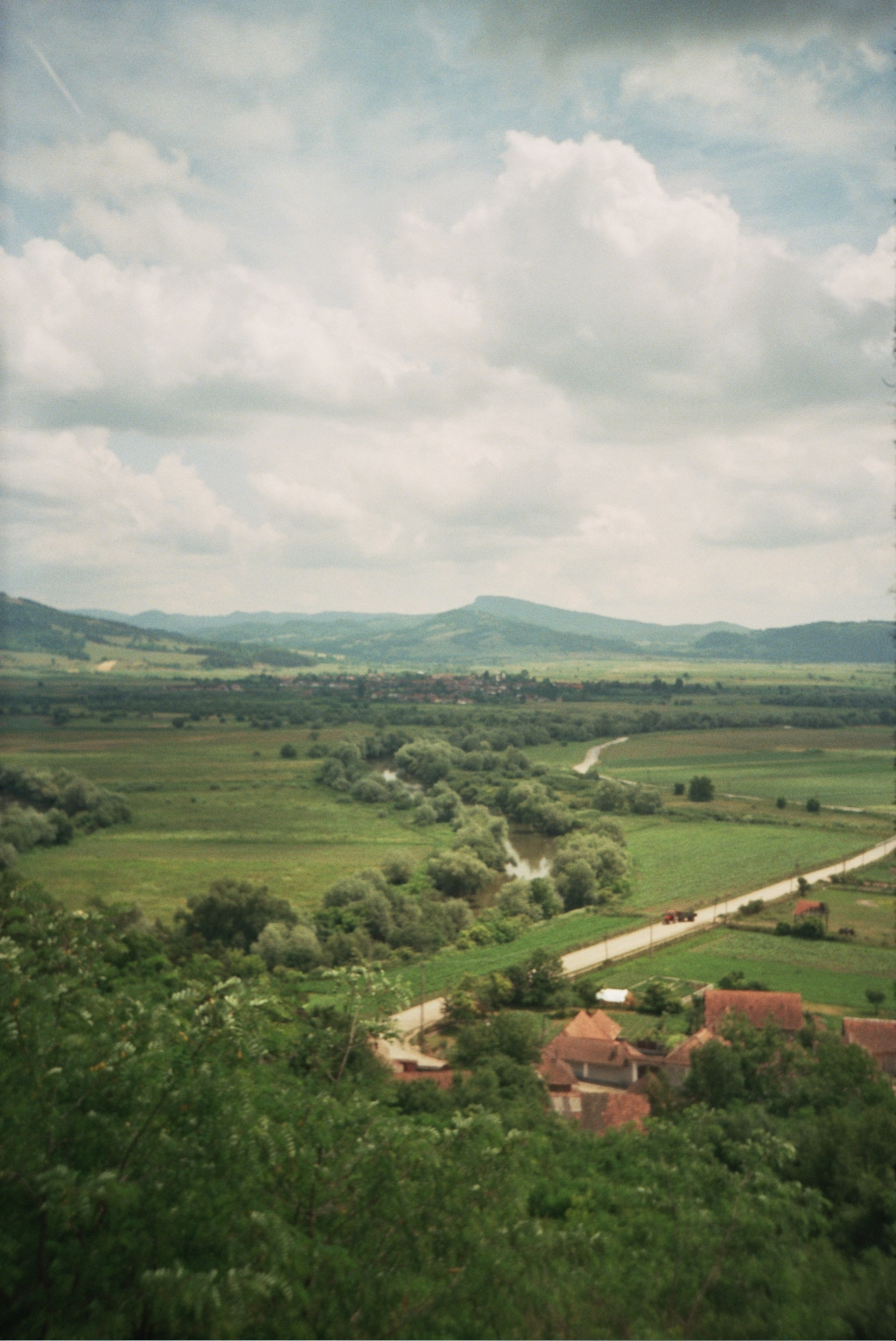
Secțiune transversală a Culoarului Comăna. Pe fundal se disting Munții Perșani. În plan apropiat: satele Comăna de Jos și Crihalma

Culoarul Comăna se desfășoară pe o lungime de 30 km între munții Perșani și marginea sud-estică a Podișului Târnavelor. Este drenat de râul Olt, având orientare pe direcție NE-SV și are o lățime de 4–10 km cu luncă și terase larg dezvoltate pe malul stâng al Oltului.